# Sömmerda
Sömmerda è una città tedesca di 18 717 abitanti, che si trova vicino a Erfurt, nel Land della Turingia.

È capoluogo del circondario omonimo.

## Storia
Nel 2018 venne aggregato alla città di Sömmerda il comune di Schillingstedt.

## Collegamenti esterni

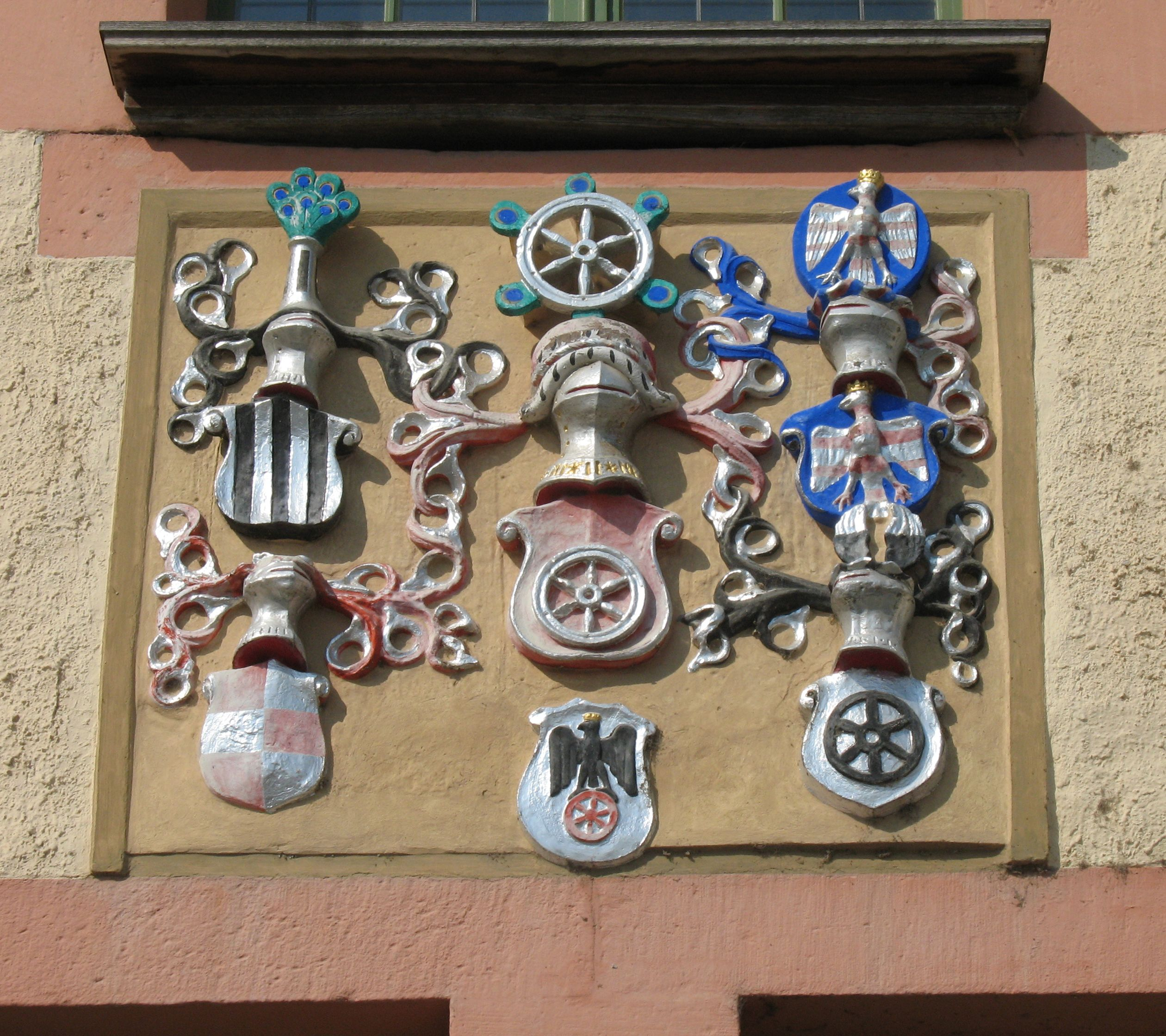
Stemmi

## Amministrazione

### Gemellaggi
Sömmerda è gemellata con:
- Böblingen, dal 1988[3]
- Kėdainiai, dal 1989[4]